# Raatelampi, Raatesalmi - Kulaslahti, Kantolahti
Raatelampi, Raatesalmi - Kulaslahti, Kantolahti este o arie protejată (arie de protecție specială avifaunistică — SPA) din Finlanda întinsă pe o suprafață de 182 ha, integral pe uscat.

## Localizare
Centrul sitului Raatelampi, Raatesalmi - Kulaslahti, Kantolahti este situat la coordonatele 65°55′24″N 29°20′04″E / 65.9233°N 29.3344°E.

## Înființare
Situl Raatelampi, Raatesalmi - Kulaslahti, Kantolahti a fost declarat arie de protecție specială avifaunistică în august 1998 pentru a proteja 23 de specii de animale.

## Biodiversitate
Situată în ecoregiunea boreală, aria protejată nu include niciun habitat protejat.
La baza desemnării sitului se află mai multe specii protejate de  păsări (23): rață sulițar (Anas acuta), ciuf de câmp (Asio flammeus), rața moțată (Aythya fuligula), buhai de baltă (Botaurus stellaris), bătăuș (Calidris pugnax), erete de stuf (Circus aeruginosus), erete vânăt (Circus cyaneus), gușă vânătă (Cyanecula svecica), lebădă de iarnă (Cygnus cygnus), cufundar polar (Gavia arctica), cocor (Grus grus), Hydrocoloeus minutus, pescăruș râzător (Larus ridibundus), Mergellus albellus, codobatura galbenă (Motacilla flava), notatița cu ciocul subțire (Phalaropus lobatus), corcodel-cu-gât-roșu (Podiceps grisegena), Spatula clypeata, rață cârâitoare (Spatula querquedula), chiră de baltă (Sterna hirundo), Sterna paradisaea, fluierar negru (Tringa erythropus), fluierar de mlaștină (Tringa glareola).